# Rirette Maitrejean
Rirette Maitrejean, cuyo nombre verdadero era Anna Estorges, fue una anarquista francesa nacida en 1887, fue compañera de Maurice Vandamme y posteriormente de Victor Serge. Juntamente con Serge fue juzgada en los inicios de la segunda década del siglo XX por una supuesta participación en la organización anarquista ilegalista denominada por la prensa como Banda Bonnot, responsable de una serie de acciones delictivas durante los años de 1911 a 1913.
Posteriormente publicó artículos en diversos periódicos anarquistas entre los cuales pueden mencionarse La Revue Anarchiste, La défense de  l'homme y "La liberté" (fundado por Louis Lecoin en 1959).